# Topsail Beach
Topsail Beach é uma cidade  localizada no estado norte-americano de Carolina do Norte, no Condado de Pender.

## Demografia
Segundo o censo norte-americano de 2000, a sua população era de 471 habitantes.
Em 2006, foi estimada uma população de 565, um aumento de 94 (20.0%).

## Geografia
De acordo com o United States Census Bureau tem uma área de 15,1 km², dos quais 11,3 km² cobertos por terra e 3,8 km² cobertos por água.

## Localidades na vizinhança
O diagrama seguinte representa as localidades num raio de 20 km ao redor de Topsail Beach.